# Dennis Mackert
Dennis Mackert (* 3. April 1977 in Mannheim) ist ein deutscher Fußballspieler und -trainer.

## Spieler
Mackert begann mit dem Fußballspielen beim FV Brühl, 1989 wechselte er in die Jugendabteilung des SV Waldhof Mannheim. Nachdem er die Jugendabteilungen durchlaufen hatte, spielte er zunächst bis 1996 in der Reserve des SV Waldhof. 1996 debütierte Mackert in der Zweiten Bundesliga. Nach dem Abstieg in die Regionalliga im Jahr 1997 war Mackert neben Atilla Birlik der einzige Spieler der den Verein nicht verließ. Allerdings wechselte Mackert zum Januar 1999 zu Hertha BSC, hier kam er aber nur in der Zweiten Mannschaft zum Einsatz.
Bereits 2001 kehrte Mackert in die Rhein-Neckar-Region zurück und spielte erst beim SV Laudenbach und dann wieder beim SV Waldhof Mannheim. In zwei Oberliga-Jahren trug er noch 31 Mal das Waldhof-Trikot. 2005 wechselte Mackert zum Stadt-Rivalen VfR Mannheim.

## Trainer
2007 wurde Mackert Spielertrainer bei der SG Heidelberg-Kirchheim. Von dort ging er 2008 noch einmal für ein halbes Jahr zum VfR Mannheim. Von 2009 bis 2010 war Mackert wieder bei seinem Heimat-Verein FV Brühl tätig. Er arbeitete dort als Spielertrainer, unterstützt wurde er von seinem Bruder Roman, der als Co-Trainer tätig war. 2011 wurde Mackert Trainer beim TSV Amicitia Viernheim.

## Beruf
Mackert studierte an der Pädagogischen Hochschule Heidelberg auf Lehramt. Danach leitete er einen Hort in Oftersheim.